# Chinesische Nationalspiele 1979/Badminton
Bei den Chinesischen Nationalspielen 1979 wurden vom 15. bis 30. September 1979 in
Peking im Badminton fünf Einzel- und zwei Teamwettbewerbe ausgetragen.

## Sieger und Finalisten
| Disziplin    | Gold                  | Silber                    |
| ------------ | --------------------- | ------------------------- |
| Herreneinzel | Yan Yujiang           | Han Jian                  |
| Dameneinzel  | Liu Xia               | Song Youping              |
| Herrendoppel | Sun Zhian Zhao Xinhua | Lin Shinchuan He Lianping |
| Damendoppel  | Qiu Yufang Chen Xiuyu | Han Aiping He Cuiling     |
| Mixed        | Li Mao Fu Chune       | Lin Jiangli Xie Dongping  |
| Herrenteam   | Fujian                | Guangdong                 |
| Damenteam    | Shanghai              | Guangdong                 |